# 以粮为纲
以粮为纲，全面发展是中华人民共和国历史上的农业生产方针。

## 历史
1942年10月2日，毛泽东审阅修改了政务院财经委员会主任陈云起草的《关于召开全国粮食紧急会议的通知》，并在当天下午召开的政治局扩大会议上讨论此事；《通知》指出：从根本上找出办法来解决粮食问题，是全党刻不容缓的任务。1957年1月27日毛泽东在省、市、自治区党委书记会议上的讲话中强调：“全党一定要重视农业。农业关系国计民生极大，要注意，不抓粮食很危险。不抓粮食，总有一天要天下大乱。”1958年6月，毛泽东在农业部的《农业大有希望》的报告上批示：“粮食、钢铁、机械是三件最重要的事，有了这三件，别的也就有了。三件中，粮食及其他农产品是第一件最重要的事，我们应当十分注意农业问题。”1958年中共中央首次提出“农业的中心是粮食生产，抓住了粮食这个纲，工业化所需的资金、市场、原料等问题都可以得到解决”。薄一波回忆，1958年6月18日晚，毛泽东在中南海游泳池召集中央政治局常委和彭真、李富春、李先念、薄一波、黄克诚等人谈话。在谈话中，毛泽东问薄一波：现在农业已有了办法了，叫做“以粮为纲，全面发展”，你工业怎么办？“上纲要”（《全国农业发展纲要》亩产粮食400斤）、“过黄河”（亩产粮食600斤）、“跨长江”（亩产粮食800斤）成为农业工作的重要目标。1959年全国很多地方发生了严重春荒，1959年4月29日，毛泽东写了一封给省、地、县、人民公社、生产队、生产小队六级干部《党内通信》：“经过十年八年奋斗，粮食问题可能解决。在十年内，一切大话、高调，切不可讲，讲就是十分危险的。须知我国是一个有六亿五千万人口的大国，吃饭是第一件大事。”1960年2月27日《人民日报》提出“贯彻以粮为纲方针,发挥公社巨大威力。”1961年3月14日《人民日报》第二版在“以粮为纲 全面安排 因地制宜 合理种植”通栏标题下，集中报道各地农业新闻。1960年3月间，毛泽东从广州回北京，和沿途各省、市的负责人有多次谈话，一再强调农业问题“主要是粮食问题。十二个字（即粮、棉、油、麻、丝、茶、糖、菜、烟、果、药、杂），是一个农业布局问题，要使省、地、县、社都懂得这个农业布局，有计划地进行。这是农业，还有林、牧、副、渔。种植业同畜牧业要并重。”1960年3月19日，中共中央转发农业部党组《关于全国农业工作会议的报告》，首次在中央文件正式写入“以粮为纲”：
我国的社会主义建设已经进入一个新的阶段，在这个新阶段中，我国的农业应当是：以粮为纲，“粮、棉、油、菜、糖、果、烟、茶、丝、麻、药、杂”12个字统一安排，全面发展多种经营。
1960年7月上旬至8月10日，中共中央在北戴河召开工作会议，针对粮食供应日趋紧张的状况，8月10日中央发布了文件《关于全党动手，大办农业，大办粮食的指示》：
“农业是国民经济的基础，粮食是基础的基础。粮食生产是比工业生产还要费力的事情，粮食问题的解决，不仅直接关系到人民的生活，而且直接影响到工业的发展。因此，加强农业战线是全党的长期的首要任务。”

保证粮食生产，不只是农业部门单独的责任，而是各部门共同的责任，全党、全民共同的责任。

“以粮为纲，全面发展多种经营的方针，必须坚持。”

1965年1月12日，毛泽东在关于第三个五年计划的谈话中提出了“备战、备荒、为人民”。1965年6月16日毛泽东在听取国家计委关于“三五”计划初步设想的汇报后指示说：计划要考虑三个因素，第一是老百姓，不要丧失民心；第二是打仗；第三是灾荒。脱离老百姓毫无出路，计划搞多了就会脱离老百姓。（粮食征购）指标不要搞那么多，“要考虑来个大灾荒，或者大打起来怎么办？……要留有余地在老百姓那里，对老百姓不能搞得太紧”“向老百姓征税征粮，多了会闹翻，不行的。这是个原则问题”“新开荒不征税，让他们有20％～30％的黑地也好，不要查黑地。储备点粮食在老百姓家里有好处。”1965年8月23日周恩来主持召开国务院第158次全体会议在讨论长期规划问题时，周恩来把毛泽东提出的 “注意战争、注意灾荒、注意一切为人民”这三句话概括为“备战、备荒、为人民”。1966年2月19日，毛泽东在湖北省委制定的《关于逐步实现农业机械化的设想》上批示：（从1955年农业集体化开始）“用二十五年时间，基本上实现农业机械化。”1966年3月12日，毛泽东在关于各省发展农业机械化问题给刘少奇的信中，对“备战、备荒、为人民”的方针与粮食问题的密切关系作了更为明确的概括：。
 “第一是备战，人民和军队总得先有饭吃有衣穿，才能打仗，否则虽有枪炮，无所用之。第二是备荒，遇了荒年，地方无粮棉油等储蓄，仰赖外省接济，总不是长久之计。一遇战争，困难更大。而局部地区的荒年，无论哪一个省常常是不可避免的。几个省合起来看，就更加不可避免。第三是国家积累不可太多，要为一部分人至今口粮还不够吃、衣被甚少着想；再则要为全体人民分散储备以为备战备荒之用着想；三则更加要为地方积累资金用之于扩大再生产着想。
1966年4月10日，毛泽东在关于农业机械化问题的指示中又对这一战略思想作了进一步的阐释。1966年7月17日，举行了第一次全国农业机械化现场会议，对全面实现农业机械化提出了建厂布局。在备荒、粮食安全背景下，国务院多次发文要求严格节约粮食，时刻注意计划用粮、节约用粮，丰收不忘歉收、增产不忘节约，在丰收增产的情况下尤为重要。各地粮票和粮食供应证上都印了“备战、备荒、为人民”和“厉行节约 严禁浪费粮食”的“最高指示”。
在新的历史时期，习近平多次强调要将中国人的“饭碗”“牢牢端在自己手里”，必须“确保谷物基本自给，口粮绝对安全”；粮食生产要避免多了“喊”少了“砍”，无论形势如何变化，立足国内解决粮食问题的立场要坚定不移，重视粮食安全的思想丝毫不能放松。2022年3月，在看望参加政协会议的农业界社会福利和社会保障界委员时，习近平强调粮食安全是“国之大者”，“要全面落实粮食安全党政同责，严格粮食安全责任制考核”。2022年6月，习近平在四川考察时，到眉山市东坡区太和镇永丰村考察调研，强调“要严守耕地红线，保护好这片产粮宝地，把粮食生产抓紧抓牢，在新时代打造更高水平的‘天府粮仓’。”过去实行的“米袋子”省长负责制，是在国家宏观调控下省级人民政府对粮食安全全面负责的体制，演变为省委书记、省长共同把粮食安全的责任扛在肩上，实行粮食安全党政同责，充分发挥各级党委在国计民生事业保障的主体作用，同时切实压实地方政府责任。2020年新冠肺炎疫情暴发以后，中国政府高度重视新冠肺炎疫情对世界粮食安全造成了巨大冲击、狠抓落实粮食安全，“民以食为天，国以粮为本”。2021年12月习近平在中央农村工作会议上指出，保障好初级产品供给是一个重大战略性问题，中国人的饭碗任何时候都要牢牢端在自己手中，饭碗主要装中国粮；立足国内基本解决我国人民吃饭问题，是由我们的基本国情决定的，也是我们一以贯之的发展方针；复强调：我们绝不能买饭吃、讨饭吃，饭碗里必须主要装我们自己生产的粮食。